# Timorrupsvogel
De timorrupsvogel (Edolisoma timoriense) is een zangvogel uit de familie Campephagidae (rupsvogels). Eerder werd deze vogel beschouwd als een ondersoort van sahoelrupsvogel (E. tenuiroste).

## Verspreiding en leefgebied
Deze vogel komt voor in Indonesië op de oostelijke Kleine Soenda-eilanden en enkele eilanden nabij Sulawesi. Er zijn drie ondersoorten:
- E. t. kalaotuae: Kalaotoa (zuidoostelijk van Sulawesi).
- E. t. emancipatum: Tanah Jampea (zuidoostelijk van Sulawesi).
- E. t. timoriense: Timor, Lomblen en Alor.

## Status
De timorrupsvogel komt niet als aparte soort voor op de lijst van het IUCN, maar is daar een ondersoort van de sahoelrupsvogel (E. tenuirostre).